# Харипур (округ)
Харипур (урду ضلع ہری پور‎, англ. Haripur District) — один из 25 округов пакистанской провинции Хайбер-Пахтунхва.

## Административно-территориальное устройство
В округе Харипур — 2 техсила и 45 союзных советов.

## Население
Согласно переписи населения 1998 года, в округе Харипур проживает 692 228 человек. Из них 82 735 человек (или 11,95 %) проживают в городах, а 609 493 человек (или 88,05 %) постоянно живут в сельской местности. В 1981 году в округе проживало 479 031 человек.